# Zvíkovské Podhradí
Zvíkovské Podhradí település Csehországban, Píseki járásban. Zvíkovské Podhradí Jickovice, Oslov, Kučeř és Varvažov településekkel határos. Lakosainak száma 199 fő (2024. január 1.).

## Népesség
A település lakosságának változását az alábbi diagram mutatja:
| Lakosok száma | 273  | 224  | 173  | 124  | 176  | 187  | 198  | 207  | 201  | 199  |
|               | 1869 | 1890 | 1921 | 1950 | 1980 | 2001 | 2017 | 2019 | 2022 | 2024 |